# Lion-devant-Dun
Lion-devant-Dun ist eine französische Gemeinde mit 178 Einwohnern (Stand: 1. Januar 2022) im Département Meuse in der Region Grand Est (vor 2016: Lothringen). Sie gehört zum Arrondissement Verdun und zum Kanton Stenay. 

## Geographie
Lion-devant-Dun liegt etwa 41 Kilometer nordnordwestlich von Verdun. Umgeben wird Lion-devant-Dun mit den Nachbargemeinden Mouzay im Norden, Brandeville im Osten und Südosten, Murvaux im Süden sowie Milly-sur-Bradon im Südwesten und Westen.

## Bevölkerungsentwicklung
| Jahr                       | 1962 | 1968 | 1975 | 1982 | 1990 | 1999 | 2006 | 2011 | 2019 |
| Einwohner                  | 226  | 211  | 173  | 163  | 131  | 152  | 178  | 168  | 168  |
| Quellen: Cassini und INSEE |      |      |      |      |      |      |      |      |      |

## Sehenswürdigkeiten

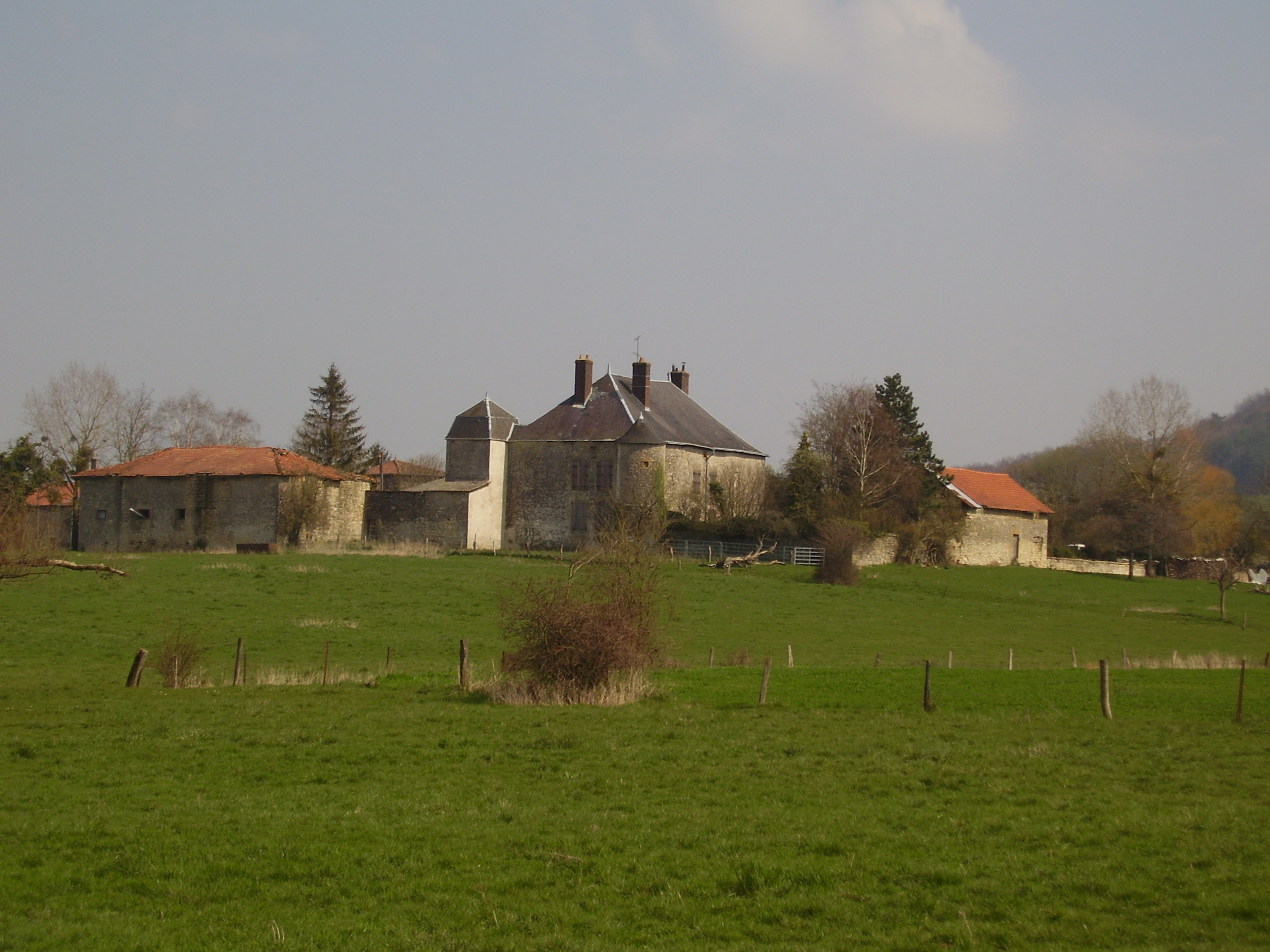
Schloss Lion

- Kirche Saint-Germain
- Schloss Lion